# Kazreti

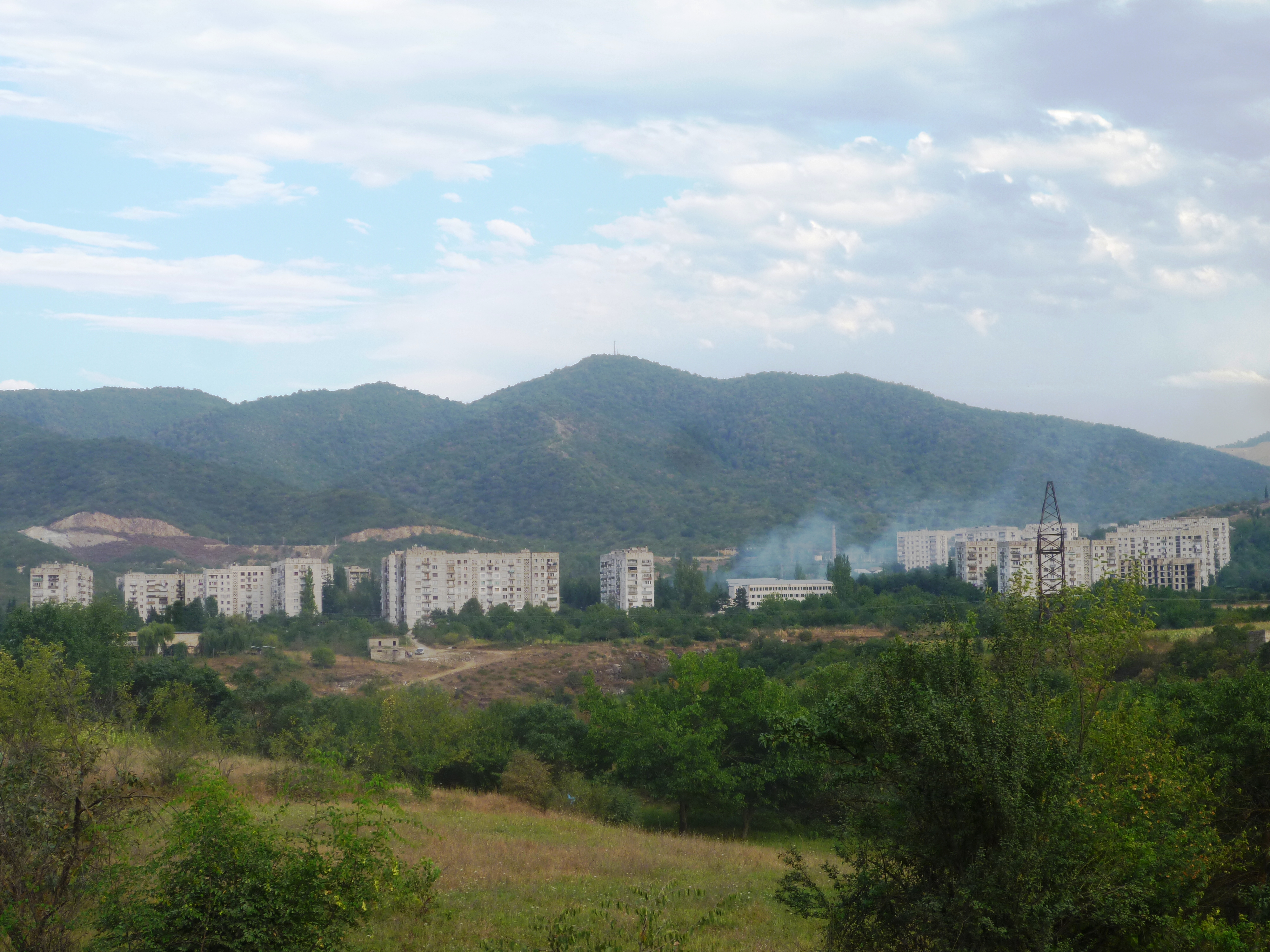

Kazreti este un oraș în Georgia.